# Сервие
Лабораториите Сервие (често наричани просто Сервие) е частна френска фармацевтична компания, специализирана в медикаменти за кардиологични и метаболитни заболявания, диабет, невро-психиатрия и др. Сервие е втората по големина френска фармацевтична компания, с представителства в 140 страни. 92% от оборота ѝ се реализира извън Франция.
Компанията инвестира ежегодно 25% от оборота си в научноизследователска дейност, в сферата на която работят 3000 от нейните 21000 служители по света. Годишното производство на лекарства на Сервие е близо 900 милиона опаковки.
Производственото звено на Сервие в Жиди (близо до Орлеан), генериращо медикаменти за целите на клиничните проучвания, е най-голямото по рода си в Европа. Сервие е пълноправен член на Европейската Федерация на Фармацевтичните производители и асоциации. (EFPIA) 

## В България
Българското представителство на Сервие е създадено през 1993 г. Към 2017 Сервие оперира в България чрез 2 търговски дружества – Сервие Медикал ЕООД и Сервие България ЕООД, в които работят общо 100 служители. На българския пазар компанията има регистрирани 22 медикамента.

## Научна дейност
Освен вътрешна, самостоятелна научноизследователска дейност, Сервие предприема изследвания и в партньорство с индустриалните и с академичните среди. Един пример в това отношение е InnoMed PredTox. Компанията разширява своята дейност по отношение на съвместни изследователски проекти в рамките на Innovative Medicines Initiative на EFPIA и Европейската комисия.
Сервие участва в изследователски и лицензионни партньорства с други компании като: 
- В областта на кардиологията: XENTION (Великобритания, 2013 г.), „Амджен“, САЩ, и (2013), MIRAGEN (САЩ, 2011), ARMGO (САЩ, 2006 г.)
- В областта на диабета: INTARCIA (САЩ, 2014)
- В областта на метаболитните заболявания: INTERCEPT – TGR5 агонисти (САЩ, 2011), GENFIT (Франция, 2004)
- В областта на неврологията (Мултиплена склероза): GENEURO (Швейцария, 2014)
- В областта на онкологията: CTI BIOPHARMA(САЩ, 2014), „NOVARTIS“ (Швейцария, 2014), CELLECTIS (Франция, 2014), NERVIANO (Италия, 2013), EOS (Италия) / CLOVIS (САЩ, 2012), BIOINVENT (2012), MACROGENICS (САЩ, 2011/12), GALAPAGOS (Холандия, 2011), BIOREALITES (Франция, 2011), PHARMACYCLICS – HDAC inhibitor (САЩ, 2009), HYBRIGENICS (Франция, 2007/2011)	VERNALIS (Великобритания, 2007/2011)
- В областта на диабета/ Редките заболявания / Кардиологията: XOMA (САЩ, 2010)
- В областта на остеопорозата & остеоартрита: OSTEOLOGIX (САЩ, 2010), GALAPAGOS (Холандия, 2010), KAROS (САЩ, 2010), NORDIC BIOSCIENCE (Дания, 2006/2010)